# اوم ته هوا
اوم ته هوا (کره‌ای: 엄태화؛ زادهٔ ۱۹۸۰) کارگردان فیلم و فیلم‌نامه‌نویس اهل کره جنوبی است. او کارگردانی فیلم آرمان‌شهر بتنی (۲۰۲۳) را بر عهده داشته‌است و این فیلم به عنوان نماینده کره جنوبی برای بهترین فیلم بین‌المللی در نود و ششمین دوره جوایز اسکار انتخاب شد.